# Harry Entwistle
Harry Entwistle (ur. 31 maja 1940 w Chorley) – angielski duchowny rzymskokatolicki, protonotariusz apostolski, w latach 2012–2019 ordynariusz Ordynariatu Personalnego Matki Bożej Krzyża Południa, konwertyta, były biskup anglikański.

## Biografia
Harry Entwistle urodził się 31 maja 1940 w Chorley w Wielkiej Brytanii. Ukończył St Chad's Theological College i w 1964 został duchownym anglikańskiej diecezji Blackburn. Jako pastor anglikański był m.in. kapelanem więziennym najpierw w Anglii, a po 1988 w Australii. Na Antypodach związał się z Tradycjonalistyczną Wspólnotą Anglikańską, w ramach której w 2006 został biskupem dla Australii Zachodniej.
10 czerwca 2012 konwertował na katolicyzm. Tego samego dnia przyjął bierzmowanie oraz święcenia diakonatu. 15 czerwca 2012 w archikatedrze Najświętszej Maryi Panny w Perth otrzymał święcenia prezbiteratu z rąk arcybiskupa Perth Timothy'ego Costelloe. Tego samego dnia papież Benedykt XVI mianował go ordynariuszem nowo powstałego Ordynariatu Personalnego Matki Bożej Krzyża Południa utworzonego dla byłych anglikanów. Urząd ten piastował do przejścia 26 marca 2019 na emeryturę.

## Życie prywatne
Ze względu na brak celibatu w kościele anglikańskim zawarł związek małżeński. Ma dwoje dorosłych dzieci. Z powodu pozostawania w związku małżeńskim nie może otrzymać sakry biskupiej w Kościele rzymskokatolickim.